# Герта Вамбахер
Герта Марія Фердинанда Вамбахер (нім. Hertha Maria Ferdinanda Wambacher; 9 березня 1903, Відень, Австро-Угорщина — 25 квітня 1950 року, Відень, Австрія) — австрійська вчена-фізик.

## Життєпис
Народилася у Відні в сім'ї фабриканта. 1922 року закінчила старшу школу для дівчаток Асоціації додаткової освіти жінок. Вступила до Віденського університету на філософський факультет, відвідувала лекції з юриспруденції1924 року пропустила академічний рік за станом здоров'я, а після повернення в університет під впливом Марієтти Блау пейшлася на фізику.
Докторську дисертацію про фотоефект радіоактивного випромінювання готувала під керівництвом Марієтти Блау, з якою продовжила співпрацю в Інституті радію Австрійської академії наук і після захисту 1932 року. Результатом їхньої спільної діяльності став фотографічний метод виявлення іонізуючих частинок. За ці методичні розробки Блау і Вамбахер 1937 року відзначено премією Лібена. Того ж року Блау і Вамбахер спільно виявили «зірки розпаду», згодом названі зірками Блау-Вамбахер (англ. Blau-Wambacher stars), на фотопластинках, підданих багатомісячному впливу космічної радіації на висоті 2300 м над рівнем моря. Ці зірки є траєкторіями частинок, що виникають під час ядерних реакцій сколювання між космічними променями і ядрами атомів фотоемульсії.
Герта Вамбахер продовжила роботу з ідентифікації частинок ядерних реакцій у фотоемульсії і після того, як 1938 року Блау напередодні аншлюсу довелося покинути Австрію і перебратися в Норвегію. Захист цієї роботи 1940 року забезпечив їй право на викладацьку діяльність.
Вамбахер почала читати лекції у Віденському університеті. Від 1930-х років вона також працювала у Другому фізичному інституті Віденського університету під керівництвом Георга Стеттера.
1945 року Вамбахер, яка, за її словами, таємно перебувала в НСДАП від 1934 року, звільнено з університету і вона опинилася в Радянському Союзі. Додому вона повернулася тільки 1946 року. У Вамбахер діагностували рак, але вона продовжувала роботу в дослідницькій лабораторії у Відні.
Герта Вамбахер померла від раку 25 квітня 1950 року.

## Нагороди та премії
- 1937 — премія Лібена (спільно з Блау)[5];
- 1962 — премія Ервіна Шредінгера (посмертно, спільно з Блау).

## Публікації
- Wambacher H. Mehrfachzertrümmerung von Atomkernen durch kosmische Strahlung // Zeitschrift für technische Physik. — 1938. — 19. — S. 569.
- Wambacher H. Höhenstrahlung und Atomkernbau // Österreichische Chemikerzeitung. — 1940. — Nr. 49 (25 März). — S. 116.
- Wambacher H. Künstliche radioaktive Indikatoren in der Metallurgie // Chemie und Biologie. — 1944. — Nr. 47 (25 März). — S. 98.
- Wambacher H. Mikroskopie und Kernphysik // Mikroskopie. — 1949. — Nr. 4 (25 März). — S. 92.

### Виноски
1. 1 2 3 4  Deutsche Nationalbibliothek Record #127403094 // Gemeinsame Normdatei — 2012—2016.
2. 1 2 3 4  Angetter, Daniela; Martischnig, Michael. Biografisches Handbuch österreichischer Physiker und Physikerinnen // Biografien österreichischer (Physiker)innen: Eine Auswahl : magazin. — Vienna, Austria : Österreichischen Staatsarchiv, 2005. — 25 März. Архівовано з джерела 4 березня 2016. Процитовано 2016-01-09.
3. ↑  Nina Byers, Gary Williams.  — Cambridge University Press, 2006-08-17. — 347 с. — ISBN 9780521821971. Архівовано з джерела 27 травня 2018
4. ↑  Ruth H. Howes, Caroline L. Herzenberg.  — Morgan & Claypool Publishers, 2015-12-01. — 151 с. — ISBN 9781681741581. Архівовано з джерела 28 травня 2018
5. 1 2 3 4 5  John Daintith.  — CRC Press, 2008-08-18. — 894 с. — ISBN 9781420072723. Архівовано з джерела 27 травня 2018